# Буревісник білогорлий
Буревісник білогорлий (Procellaria aequinoctialis) — морський птах родини буревісникових (Procellariidae).

## Поширення
Мешкає у відкритому морі в південній півкулі. Гніздиться на островах Південна Джорджія, Принца Едуарда, Крозе, Кергелен, Окленд, Кемпбелл і Антиподи, а також у невеликій кількості на Фолклендських островах. Чисельність популяції виду становить приблизно 3 мільйони зрілих особин.

## Опис
Білогорлий буревісник має довжину 51–58 см і розмах крил 134–147 см. Самці важчі і в середньому важать 1390 г, тоді як самиці важать близько 1280 г. Має темне забарвлення і трохи білого кольору на горлі та підборідді.